# Élections législatives de 2022 dans les Alpes-de-Haute-Provence
Les élections législatives françaises de 2022 se déroulent les 12 et 19 juin 2022. Dans les Alpes-de-Haute-Provence, deux députés sont à élire dans le cadre de deux circonscriptions.

## Contexte

### À l'Assemblée
Les Alpes-de-Haute-Provence sont emportées en 2017 par la vague En Marche. Les deux circonscriptions, jusqu'alors tenues par la gauche, sont largement prises par deux candidats de la majorité présidentielle. Delphine Bagarry, conseillère départementale PS de Riez depuis 2015, est élue à Digne tandis que le sortant PS, député-maire de Forcalquier, Christophe Castaner, est réélu.
Au moment de sa prise de fonction, la nouvelle députée du sud-est du département, Delphine Bagarry quitte ses fonctions au département. Elle devient membre de la commission des affaires sociales et intègre le groupe majoritaire LREM. Dans ce cadre, elle intègre en 2018 la commission d'enquête sur les maladies professionnelles dans l'industrie et la lutte contre celles-ci. Elle en prend la vice-présidence. Aux côtés de 18 autres députés, elle participe à une mission d'information commune, en 2019, sur les perturbateurs endocriniens présents dans les plastiques. De mai à juillet 2019, elle est membre d'une autre mission d'information sur l'aide sociale à l'enfance. La même année, la députée Bagarry, déjà connue pour faire partie de l'aile gauche de la majorité, prend position sur la question migratoire en septembre. Elle est critique du discours présidentiel sur l'immigration et signe une tribune plaidant pour la répartition des migrants en zone rurale. En novembre, elle signe une nouvelle tribune pour s'opposer aux mesures du gouvernement concernant l'immigration. Elle quitte le parti et le groupe LREM à l'Assemblée en mars 2020 et quitte dans le même temps la commission des affaires sociales pour intégrer celle dédiée au développement durable. Elle co-fonde, deux mois plus tard, l'éphémère groupe Écologie démocratie solidarité. Le 15 juillet 2020, Delphine Bagarry vote contre, comme la majorité de son nouveau groupe, la confiance au nouveau gouvernement Castex. Elle dépose ensuite, avec les députés de son groupe, deux propositions de loi. L'une vise à autoriser des praticiens non-européens à exercer en France de plein droit s'ils ont fait leur preuve pendant la crise du Covid-19 et l'autre à mieux protéger les mineurs étrangers isolés en France. Le groupe EDS disparaît en octobre 2020 et Delphine Bagarry siège par la suite comme non-inscrite. Elle intègre alors la commission des affaires culturelles. En décembre 2020, elle devient trésorière des Nouveaux Démocrates, un nouveau parti de centre gauche. En 2021 et 2022, elle dépose deux nouvelles propositions de loi, avec plusieurs anciens membres du groupe EDS. La première souhaite rendre les transports publics gratuits aux étudiants et la deuxième traite des énergies renouvelables.
Au moment de sa réélection, Christophe Castaner est déjà secrétaire d'état chargé des relations avec le Parlement et porte-parole du gouvernement. Il laisse donc sa charge de député à sa suppléante, Emmanuelle Fontaine-Domeizel, conseillère départementale de Manosque-2. Lors de sa prise de fonction en juillet 2017, la députée suppléante rejoint le groupe LREM et la commission des affaires sociales. De mars à juillet 2018, Emmanuelle Fontaine-Domeizel est secrétaire d'une commission d'enquête sur l'égal accès au soin et la lutte contre la désertification médicale,. Au deuxième semestre 2018, elle est vice-présidente d"une mission d'information relative à la loi bioéthique,. De plus, en 2019, elle est à nouveau secrétaire d'une commission d'enquête sur l'inclusion des élèves handicapés et l'étude des effets de la loi de 2005,. Enfin, en 2020, elle participe à une mission d'information commune sur le cannabis, dont elle est rapporteure sur le volet du cannabis thérapeutique. Le 6 juillet 2020, Christophe Castaner n'est pas reconduit au sein du gouvernement Castex et quitte la place Beauvau,.
Le 4 août 2020, Emmanuelle Fontaine-Domeizel quitte l'Assemblée et Christophe Castaner retrouve son siège. Le 10 septembre 2020, à la suite de la démission de Gilles Le Gendre, Christophe Castaner est élu président du groupe LREM, face à Aurore Bergé. Christophe Castaner intègre la commission de la Défense et prend également la présidence du groupe d'amitié France-Maroc.

### Élections intermédiaires
Les bas-alpins sont appelés aux urnes pour la première fois sous cette législature en 2019 pour les élections européennes. Comme ailleurs, la participation progresse par rapport à 2014 pour atteindre 55 % en AHP. Le RN régresse très légèrement par rapport à 2014 à 27 % mais est largement en tête devant LREM à 20 %, deux points en dessous de sa moyenne nationale. Les Verts sont dans leur moyenne nationale à 13 % et FI signe ici une assez bonne performance à 8 %, contrairement à LR à 6,5 % et le PS à 5 %. À Digne, le score du RN est légèrement inférieur à la moyenne départementale à 25 %, LREM à 20 % et EELV obtient 15 %. Manosque place LREM en tête de justesse devant le RN et les écologistes à presque 12 %. Château-Arnoux-Saint-Auban, Sisteron et Oraison placent le RN largement premier tandis que Forcalquier offre une course à trois assez serrée entre LREM, le RN et les Verts, avec LREM en tête.
Les élections municipales de 2020 dans les Alpes-de-Haute-Provence tournent globalement à l'avantage de la droite et des marcheurs. La droite, particulièrement divisée, parvient à conserver Manosque dans une lutte à quatre au second tour - une liste de gauche, deux listes de droite et une liste RN. Ce sont cinq listes qui se maintiennent au second tour à Digne et moins de voix qui départagent les deux listes en tête. Trois voix d'avance ont permis à la liste de la maire centriste, Patricia Granet-Brunello, d'être réélue face à la première liste de droite. La droite parvient à conquérir Castellane et surtout Forcalquier, fief de Christophe Castaner,. Fief de gauche depuis 1945, Château-Arnoux-Saint-Auban élit un maire communiste pour la première fois de son histoire. Les marcheurs conservent Volonne et emportent largement Oraison. Les communistes conservent enfin Les Mées et la droite très largement Sisteron.
Les élections régionales de 2021 en PACA sont plus ou moins une répétition de 2015. La liste RN prend la tête du premier tour, la droite deuxième et la gauche troisième. Cette dernière se retire et la droite l'emporte. Cette fois, les scores de la droite sont plus élevés et ceux de l'extrême droite plus faibles d'environ trois points. En AHP, la liste Muselier obtient de meilleurs résultats qu'à l'échelle de la région, tout comme la liste Félizia d'union de la gauche au premier tour. Les Hautes-Alpes et les Alpes-de-Haute-Provence sont les seuls départements à placer la droite en tête à l'issue du premier tour. Muselier obtient presque 32 % à 28 % pour Mariani et presque 22 % pour la gauche. Seules les Hautes-Alpes donnent à la gauche un score légèrement supérieur. La liste Muselier obtient presque 62 % au second tour et, là encore, seules les Hautes-Alpes lui accordent plus. Digne accorde presque deux tiers de ses voix à la droite au deuxième tour. Au premier tour, la liste Mariani n'obtient que cinq voix d'avance sur la liste de gauche et 10 points de retard sur LR. Manosque apporte un résultat plus serré au premier tour avec 34 % des voix pour la droite contre 30 % pour le RN. Forcalquier se démarque avec un premier tour serré entre la gauche et la droite, 36 % des voix pour Muselier contre plus de 32 % pour la liste Félizia et un peu plus de 17 % pour le RN.
Les élections départementales se tiennent dans un contexte particulier. Si la gauche a emporté une majorité confortable en 2015, une importante scission se crée à la mort du président socialiste du département, Gilbert Sauvan, en septembre 2017. Une majorité est créée alliant les socialistes et des conseillers de droite avec René Massette à leur tête, laissant dans l'opposition des soutiens des marcheurs, principalement. Les élections de 2021 apportent à la droite une large majorité et reviennent à la présidence, vingt-trois ans après l'avoir perdu. Six cantons basculent à droite tandis qu'un autre, Oraison, passe de la droite aux marcheurs. L'ancien canton de Gilbert Sauvan, Castellane, est conquis par la droite. Digne-2, jusque là tenu par la maire de la préfecture, Patricia Granet-Brunello, tombe également à droite sur le fil. Le canton de Forcalquier, sur les terres de Christophe Castaner, passe aussi à droite. Manosque-2 où se représentait l'ancienne députée Fontaine-Domeizel, est confortablement gagné par la droite. Enfin, les cantons de Riez et Valensole sont perdus par la gauche dès le premier tour. La nouvelle élue femme LR de Riez, Éliane Barreille, est élue présidente du nouveau conseil.
Une élection municipale partielle se tient en décembre 2021 à Digne-les-Bains, à la suite de l'annulation de l'élection de 2020. La maire sortante est réélue dans le cadre d'une triangulaire, avec une avance plus confortable qu'en 2020. (48 % des voix contre 42 % pour la liste de droite et 10 % pour une liste d'union de la gauche)

### Résultats de l'élection présidentielle de 2022 par circonscription
| Circonscription | 1er tour | 1er tour | 1er tour  |         | 2d tour | 2d tour |
| Circonscription | Macron   | Le Pen   | Mélenchon | Macron  | Le Pen  |         |
| --------------- | -------- | -------- | --------- | ------- | ------- | ------- |
| Circonscription |          |          |           |         |         |         |
| 1re             | 20,67 %  | 28,25 %  | 21,78 %   | 46,31 % | 53,69 % |         |
| 2e              | 22,31 %  | 25,64 %  | 23,38 %   | 50,67 % | 49,33 % |         |

## Système électoral
Les élections législatives ont lieu au scrutin uninominal majoritaire à deux tours dans des circonscriptions uninominales.
Est élu au premier tour le candidat qui réunit la majorité absolue des suffrages exprimés et un nombre de voix au moins égal au quart (25 %) des électeurs inscrits dans la circonscription. Si aucun des candidats ne satisfait ces conditions, un second tour est organisé entre les candidats ayant réuni un nombre de voix au moins égal à un huitième des inscrits (12,5 %) ; les deux candidats arrivés en tête du 1er tour se maintiennent néanmoins par défaut si un seul ou aucun d'entre eux n'a atteint ce seuil. Au second tour, le candidat arrivé en tête est déclaré élu.
Le seuil de qualification basé sur un pourcentage du total des inscrits et non des suffrages exprimés rend plus difficile l'accès au second tour lorsque l'abstention est élevée. Le système permet en revanche l'accès au second tour de plus de deux candidats si plusieurs d'entre eux franchissent le seuil de 12,5 % des inscrits. Les candidats en lice au second tour peuvent ainsi être trois, un cas de figure appelé « triangulaire ». Les second tours où s'affrontent quatre candidats, appelés « quadrangulaire » sont également possibles, mais beaucoup plus rares.

### Partis et nuances
Les résultats des élections sont publiés en France par le ministère de l'Intérieur, qui classe les partis en leur attribuant des nuances politiques. Ces dernières sont décidées par les préfets, qui les attribuent indifféremment de l'étiquette politique déclarée par les candidats, qui peut être celle d'un parti ou une candidature sans étiquette.
En 2022, seules les coalitions Ensemble (ENS) et Nouvelle Union populaire écologique et sociale (NUP), ainsi que le Parti radical de gauche (RDG), l'Union des démocrates et indépendants (UDI), Les Républicains (LR), le Rassemblement national (RN) et Reconquête (REC) se voient attribuer  une nuance propre,,.
Tous les autres partis se voient attribuer l'une ou l'autre des nuances suivantes : DXG (divers extrême gauche), DVG (divers gauche), ECO (écologiste), REG (régionaliste), DVC (divers centre), DVD (divers droite), DSV (droite souverainiste) et DXD (divers extrême droite). Des partis comme Debout la France ou Lutte ouvrière ne disposent ainsi pas de nuance propre, et leurs résultats nationaux ne sont pas publiés séparément par le ministère, car mélangés avec d'autres partis (respectivement dans les nuances DSV et DXG),.

## Résultats

### Élus
| Circonscription | Député sortant      | Parti | Parti | Député élu ou réélu | Parti | Parti |
| --------------- | ------------------- | ----- | ----- | ------------------- | ----- | ----- |
| 1re             | Delphine Bagarry    |       | LND   | Christian Girard    |       | RN    |
| 2e              | Christophe Castaner |       | LREM  | Léo Walter          |       | LFI   |

### Résultats à l'échelle du département

#### Résultats par coalition
| Parti et coalition                                           | Parti et coalition                                           | Parti et coalition                            | Premier tour | Premier tour | Premier tour | Second tour   | Second tour   | Second tour | Total Sièges | +/-           |  |
| Parti et coalition                                           | Parti et coalition                                           | Parti et coalition                            | Voix         | %            | Sièges       | Voix          | %             | Sièges      | Total Sièges | +/-           |  |
| ------------------------------------------------------------ | ------------------------------------------------------------ | --------------------------------------------- | ------------ | ------------ | ------------ | ------------- | ------------- | ----------- | ------------ | ------------- |  |
|                                                              |                                                              | La France insoumise (LFI)                     | 9 940        | 15,25        | 0            | 16 063        | 26,73         | 1           | 1            | 1             |  |
|                                                              | Les Nouveaux Démocrates (LND)                                | 8 744                                         | 13,42        | 0            | 14 102       | 23,47         | 0             | 0           | Nv           |               |  |
| Total Nouvelle Union populaire écologique et sociale (NUPES) | Total Nouvelle Union populaire écologique et sociale (NUPES) | 18 684                                        | 28,67        | 0            | 30 165       | 50,20         | 1             | 1           | 1            |               |  |
|                                                              |                                                              | La République en marche (LREM)                | 17 240       | 26,45        | 0            | 15 137        | 25,19         | 0           | 0            | 2             |  |
| Total Ensemble (ENS)                                         | Total Ensemble (ENS)                                         | 17 240                                        | 26,45        | 0            | 15 137       | 25,19         | 0             | 0           | 2            |               |  |
|                                                              | Rassemblement national (RN)                                  | Rassemblement national (RN)                   | 16 818       | 25,81        | 0            | 14 791        | 24,61         | 1           | 1            | 1             |  |
|                                                              | Reconquête (REC)                                             | Reconquête (REC)                              | 3 163        | 4,85         | 0            |               |               |             | 0            | Nv            |  |
|                                                              |                                                              | Mouvement hommes animaux nature (MHAN)        | 1 553        | 2,38         | 0            | 0             | en stagnation |             |              |               |  |
| Total Tous unis pour le vivant (TUPV)                        | Total Tous unis pour le vivant (TUPV)                        | 1 553                                         | 2,38         | 0            | 0            | en stagnation |               |             |              |               |  |
|                                                              |                                                              | Debout la France (DLF)                        | 749          | 1,15         | 0            | 0             | en stagnation |             |              |               |  |
|                                                              | Les Patriotes (LP)                                           | 559                                           | 0,86         | 0            | 0            | Nv            |               |             |              |               |  |
| Total Union pour la France (UPF)                             | Total Union pour la France (UPF)                             | 1 308                                         | 2,01         | 0            | 0            | en stagnation |               |             |              |               |  |
|                                                              |                                                              | Union des démocrates et indépendants (UDI)    | 1 288        | 1,98         | 0            | 0             | en stagnation |             |              |               |  |
| Total Union de la droite et du centre (UDC)                  | Total Union de la droite et du centre (UDC)                  | 1 288                                         | 1,98         | 0            | 0            | en stagnation |               |             |              |               |  |
|                                                              | Dissidents NUPES (PS)                                        | Dissidents NUPES (PS)                         | 1 249        | 1,92         | 0            | 0             | Nv            |             |              |               |  |
|                                                              | Écologie au centre (EAC)                                     | Écologie au centre (EAC)                      | 980          | 1,50         | 0            | 0             | en stagnation |             |              |               |  |
|                                                              | Lutte ouvrière (LO)                                          | Lutte ouvrière (LO)                           | 552          | 0,85         | 0            | 0             | en stagnation |             |              |               |  |
|                                                              |                                                              | Alliance centriste (AC)                       | 544          | 0,83         | 0            | 0             | Nv            |             |              |               |  |
| Total Les écologistes avec la majorité présidentielle (ÉMP)  | Total Les écologistes avec la majorité présidentielle (ÉMP)  | 544                                           | 0,83         | 0            | 0            | Nv            |               |             |              |               |  |
|                                                              |                                                              | Oui la Provence (OP)                          | 494          | 0,76         | 0            | 0             | Nv            |             |              |               |  |
| Total Régions et peuples solidaires (R&PS)                   | Total Régions et peuples solidaires (R&PS)                   | 494                                           | 0,76         | 0            | 0            | Nv            |               |             |              |               |  |
|                                                              | Parti animaliste (PA)                                        | Parti animaliste (PA)                         | 343          | 0,53         | 0            | 0             | en stagnation |             |              |               |  |
|                                                              | Parti ouvrier indépendant démocratique (POID)                | Parti ouvrier indépendant démocratique (POID) | 160          | 0,24         | 0            | 0             | Nv            |             |              |               |  |
|                                                              | Autres partis                                                | Autres partis                                 | 174          | 0,27         | 0            | 0             | en stagnation |             |              |               |  |
|                                                              | Sans étiquette (SE)                                          | Sans étiquette (SE)                           | 619          | 0,95         | 0            | 0             | en stagnation |             |              |               |  |
|                                                              |                                                              |                                               |              |              |              |               |               |             |              |               |  |
| Suffrages exprimés                                           | Suffrages exprimés                                           | Suffrages exprimés                            | 65 169       | 97,32        |              | 60 093        | 89,65         |             |              |               |  |
| Votes blancs                                                 | Votes blancs                                                 | Votes blancs                                  | 1 292        | 1,93         | 5 011        | 7,48          |               |             |              |               |  |
| Votes nuls                                                   | Votes nuls                                                   | Votes nuls                                    | 501          | 0,75         | 1 926        | 2,87          |               |             |              |               |  |
| Total                                                        | Total                                                        | Total                                         | 66 962       | 100          | 0            | 67 030        | 100           | 2           | 2            | en stagnation |  |
| Abstentions                                                  | Abstentions                                                  | Abstentions                                   | 61 661       | 47,94        |              | 61 596        | 47,89         |             |              |               |  |
| Inscrits/Participation                                       | Inscrits/Participation                                       | Inscrits/Participation                        | 128 623      | 52,06        | 128 626      | 52,11         |               |             |              |               |  |

#### Résultats par nuance
| Nuance                 | Nuance                                         | Nuance                 | Premier tour | Premier tour | Premier tour | Second tour | Second tour   | Second tour | Total Sièges | +/-           |  |
| Nuance                 | Nuance                                         | Nuance                 | Voix         | %            | Sièges       | Voix        | %             | Sièges      | Total Sièges | +/-           |  |
| ---------------------- | ---------------------------------------------- | ---------------------- | ------------ | ------------ | ------------ | ----------- | ------------- | ----------- | ------------ | ------------- |  |
|                        | Nouvelle Union populaire écologique et sociale | NUP                    | 18 684       | 28,67        | 0            | 30 165      | 50,20         | 1           | 1            | 1             |  |
|                        | Ensemble !                                     | ENS                    | 17 240       | 26,45        | 0            | 15 137      | 25,19         | 0           | 0            | 2             |  |
|                        | Rassemblement national                         | RN                     | 16 818       | 25,81        | 0            | 14 791      | 24,61         | 1           | 1            | 1             |  |
|                        | Reconquête                                     | REC                    | 3 163        | 4,85         | 0            |             |               |             | 0            | Nv            |  |
|                        | Ecologistes                                    | ECO                    | 2 876        | 4,41         | 0            | 0           | en stagnation |             |              |               |  |
|                        | Droite souverainiste                           | DSV                    | 1 308        | 2,01         | 0            | 0           | en stagnation |             |              |               |  |
|                        | Union des démocrates et indépendants           | UDI                    | 1 288        | 1,98         | 0            | 0           | en stagnation |             |              |               |  |
|                        | Divers gauche                                  | DVG                    | 1 249        | 1,92         | 0            | 0           | en stagnation |             |              |               |  |
|                        | Divers extrême gauche                          | DXG                    | 886          | 1,36         | 0            | 0           | en stagnation |             |              |               |  |
|                        | Divers                                         | DIV                    | 619          | 0,95         | 0            | 0           | en stagnation |             |              |               |  |
|                        | Divers droite                                  | DVD                    | 544          | 0,83         | 0            | 0           | en stagnation |             |              |               |  |
|                        | Régionaliste                                   | REG                    | 494          | 0,76         | 0            | 0           | Nv            |             |              |               |  |
|                        |                                                |                        |              |              |              |             |               |             |              |               |  |
| Suffrages exprimés     | Suffrages exprimés                             | Suffrages exprimés     | 65 169       | 97,32        |              | 60 093      | 89,65         |             |              |               |  |
| Votes blancs           | Votes blancs                                   | Votes blancs           | 1 292        | 1,93         | 5 011        | 7,48        |               |             |              |               |  |
| Votes nuls             | Votes nuls                                     | Votes nuls             | 501          | 0,75         | 1 926        | 2,87        |               |             |              |               |  |
| Total                  | Total                                          | Total                  | 66 962       | 100          | 0            | 67 030      | 100           | 2           | 2            | en stagnation |  |
| Abstentions            | Abstentions                                    | Abstentions            | 61 661       | 47,94        |              | 61 596      | 47,89         |             |              |               |  |
| Inscrits/Participation | Inscrits/Participation                         | Inscrits/Participation | 128 623      | 52,06        | 128 626      | 52,11       |               |             |              |               |  |

### Cartes

Nuance politique des candidats arrivés en tête dans chaque commune au 1er tour.
Nuance politique des candidats arrivés en tête dans chaque commune au 2e tour.

### Résultats par circonscription

#### Première circonscription
Députée sortante : Delphine Bagarry (Les Nouveaux Démocrates).
| Candidat                 | Candidat                 | Parti et coalition       | Nuance                   | Premier tour | Premier tour | Second tour | Second tour |
| Candidat                 | Candidat                 | Parti et coalition       | Nuance                   | Voix         | %            | Voix        | %           |
| ------------------------ | ------------------------ | ------------------------ | ------------------------ | ------------ | ------------ | ----------- | ----------- |
|                          | Christian Girard         | RN                       | RN                       | 8 912        | 28,52        | 14 791      | 51,19       |
|                          | Delphine Bagarry         | LND (NUPES)              | NUP                      | 8 744        | 27,99        | 14 102      | 48,81       |
|                          | Paul Audan               | LREM (ENS)               | ENS                      | 7 008        | 22,43        |             |             |
|                          | Laurine Miffred          | REC                      | REC                      | 1 728        | 5,53         |             |             |
|                          | Sylvie Lyons             | PS diss.                 | DVG                      | 1 249        | 4,00         |             |             |
|                          | Nicole Van Heesbeke      | MHAN (TUPV)              | ECO                      | 772          | 2,47         |             |             |
|                          | Romaric Giamonico        | DLF (UPF)                | DSV                      | 749          | 2,40         |             |             |
|                          | Bruno Potié              | SE                       | DIV                      | 619          | 1,98         |             |             |
|                          | Dominique Blanc          | AC (ÉMP)                 | DVD                      | 544          | 1,74         |             |             |
|                          | Patricia Rolland         | ÉAC                      | ECO                      | 423          | 1,35         |             |             |
|                          | Annabelle Ros            | LO                       | DXG                      | 302          | 0,97         |             |             |
|                          | Pascal Recotillet        | OP (R&PS)                | REG                      | 195          | 0,63         |             |             |
|                          |                          |                          |                          |              |              |             |             |
| Votes valides            | Votes valides            | Votes valides            | Votes valides            | 31 245       | 97,17        | 28 893      | 88,89       |
| Votes blancs             | Votes blancs             | Votes blancs             | Votes blancs             | 682          | 2,10         | 2 635       | 8,11        |
| Votes nuls               | Votes nuls               | Votes nuls               | Votes nuls               | 228          | 0,73         | 975         | 3,00        |
| Total                    | Total                    | Total                    | Total                    | 32 155       | 100          | 32 503      | 100         |
| Abstention               | Abstention               | Abstention               | Abstention               | 29 807       | 48,11        | 29 472      | 47,55       |
| Inscrits / participation | Inscrits / participation | Inscrits / participation | Inscrits / participation | 61 962       | 51,89        | 61 975      | 52,45       |

#### Deuxième circonscription
Député sortant : Christophe Castaner (La République en marche).
| Candidat                 | Candidat                 | Parti et coalition       | Nuance                   | Premier tour | Premier tour | Second tour | Second tour |
| Candidat                 | Candidat                 | Parti et coalition       | Nuance                   | Voix         | %            | Voix        | %           |
| ------------------------ | ------------------------ | ------------------------ | ------------------------ | ------------ | ------------ | ----------- | ----------- |
|                          | Christophe Castaner      | LREM (ENS)               | ENS                      | 10 232       | 30,16        | 15 137      | 48,52       |
|                          | Léo Walter               | LFI (NUPES)              | NUP                      | 9 940        | 29,30        | 16 063      | 51,48       |
|                          | Aurélie Abeille          | RN                       | RN                       | 7 906        | 23,31        |             |             |
|                          | Myriam Cadenel           | REC                      | REC                      | 1 435        | 4,23         |             |             |
|                          | Marie Ferreira           | UDI (UDC)                | UDI                      | 1 288        | 3,80         |             |             |
|                          | Clémence Razeau          | MHAN (TUPV)              | ECO                      | 781          | 2,30         |             |             |
|                          | Danièle Daux             | LP (UPF)                 | DSV                      | 559          | 1,65         |             |             |
|                          | Nathalie Hue-Courtin     | ÉAC                      | ECO                      | 557          | 1,64         |             |             |
|                          | Thierry Begnis           | PA                       | ECO                      | 343          | 1,01         |             |             |
|                          | Hervé Guerrera           | OP (R&PS)                | REG                      | 299          | 0,88         |             |             |
|                          | Frédéric Kechra          | LO                       | DXG                      | 250          | 0,75         |             |             |
|                          | Laurent Vicente          | CD                       | DXG                      | 174          | 0,51         |             |             |
|                          | Jean-Luc Soler           | POID                     | DXG                      | 160          | 0,47         |             |             |
|                          |                          |                          |                          |              |              |             |             |
| Votes valides            | Votes valides            | Votes valides            | Votes valides            | 33 924       | 97,46        | 31 200      | 90,36       |
| Votes blancs             | Votes blancs             | Votes blancs             | Votes blancs             | 610          | 1,74         | 2 376       | 6,88        |
| Votes nuls               | Votes nuls               | Votes nuls               | Votes nuls               | 273          | 0,80         | 951         | 2,75        |
| Total                    | Total                    | Total                    | Total                    | 34 807       | 100          | 34 527      | 100         |
| Abstention               | Abstention               | Abstention               | Abstention               | 31 854       | 47,79        | 32 124      | 48,20       |
| Inscrits / participation | Inscrits / participation | Inscrits / participation | Inscrits / participation | 66 661       | 52,21        | 66 651      | 51,80       |